# Danh sách tập phim Pokémon (1997–2002)
Pocket Monsters (ポケットモンスター) hay còn được biết với tên gọi tắt là Pokémon hay còn được chia thành 2 series mang tên Pokémon the Series: The Beginning và Pokémon the Series: Gold and Silver tại Hoa Kỳ ngày nay, là một xê-ri anime truyền hình dựa trên dòng trò chơi điện tử cùng tên sáng tạo bởi Tajiri Satoshi. Phim được đạo diễn bởi Hidaka Masamitsu và sản xuất bởi công ty OLM Inc. Đây là danh sách 276 tập xê-ri anime thuộc mùa đầu tiên của hoạt hình Pokémon được phát sóng từ 1 tháng 4 năm 1997 đến 14 tháng 11 năm 2002 (còn được gọi là Pokémon: The Original Series) trên kênh TV Tokyo tại Nhật Bản. Trong đó bao gồm cả tập phim "Dennō Senshi Porigon" bị cấm do gây ra chứng động kinh khiến nhiều người sau khi xem phải nhập viện.
Mùa phim kể về cuộc phiêu lưu của nhà huấn luyện Pokémon mười tuổi Satoshi (được lồng tiếng Anh bởi Veronica Taylor và tiếng Nhật bởi Rica Matsumoto) và bạn đồng hành Pikachu của cậu (do Ikue Ōtani lồng tiếng) đi qua vùng Kanto, Orange Islands (Quần đảo Cam), Johto để thu thập các huy hiệu Nhà thi đấu để cậu có thể tham gia giải Liên Minh Pokémon diễn ra ở mỗi vùng.
Sau Nhật Bản, se-ri được mua bản quyền phát sóng tại một số quốc gia trên thế giới. Khi phát tại Mỹ, xê-ri được chia thành 5 mùa nhỏ phát trên kênh Kids' WB: Indigo League (mùa 1: tập 1 đến 82) phát sóng từ ngày 8 tháng 9 năm 1998 đến 21 tháng 1 năm 1999, Adventures in the Orange Islands (mùa 2: tập 83 đến 118 )  từ 4 tháng 12 năm 1999 đến 14 tháng 10 năm 2000, The Johto Journeys (mùa 3: tập 119 đến 159) từ 14 tháng 10 năm 2000 đến 19 tháng 5 năm 2001, Johto League Champions (mùa 4 : tập 160 đến 211) từ 18 tháng 8 năm 2001 đến 7 tháng 9 năm 2002 và Master Quest (mùa 5 : tập 212 đến 276) từ 14 tháng 9 năm 2002 đến 25 tháng 10 năm 2003. Mùa 1 và mùa 2 thuộc Pokémon the Series: The Beginning, còn 3 mùa còn lại thuộc Pokémon the Series: Gold and Silver
Tại Việt Nam, xê-ri được phát sóng lần đầu trên kênh VTV3 — Đài truyền hình Việt Nam vào năm 2002. Phần này bắt đầu được đăng tải trên YouTube bởi kênh POPS Kids thuộc Tập đoàn POPS Worldwide từ ngày 17 tháng 5 năm 2019. Kênh đăng tải 253 tập, trừ tập 38 vì bị cấm, tập 100 và tập 101 vì lý do bản quyền, không phát sóng tập 115 vì lý do không rõ. Sau khi phát 253 tập phim, kênh đột ngột dừng phát sóng tập mới không rõ lý do từ sau ngày 9 tháng 5 năm 2020, mặc dù còn hơn 10 tập nữa mới hết phần. Kênh truyền hình SeeTV - SCTV3 cũng bắt đầu phát sóng mùa này từ ngày 3 tháng 8 năm 2019. Do GoGo Entertainment cấp phép phát hành. Không rõ vì lý do gì, tất cả các tập của mùa này đã bị xoá khỏi Pops Kids từ cuối tháng 4 năm 2022. Hiện tại, 253 tập phim lồng tiếng Việt của loạt phim vẫn còn được lưu trữ trên nền tảng FPT Play.

## Danh sách tập
| Lưu ý | Lưu ý | Lưu ý | Lưu ý | Lưu ý | Lưu ý |
| --- | ----- | ----- | ----- | ----- | ----- |
| Tên một số tập phim bằng tiếng Việt trong bài viết này không phải là tên chính thức do bản dịch phát hành tại Việt Nam không đảm bảo về độ chính xác và tính thống nhất |       |       |       |       |       |

### Kanto
| #  | Tên tập phim | Ngày phát sóng gốc   | Ngày phát sóng tiếng Việt |
| -- | --- | -------------------- | ------------------------- |
| 1  | "Pokémon, Tớ chọn cậu!" "Pokemon! Kimi ni Kimeta!" (ポケモン！きみにきめた！)                                                          | 1/4/1997             | 17/5/2019                 |
| 2  | "Đối đầu ở Trung Tâm Pokémon" "Taiketsu! Pokemon Sentā!" (たいけつ！ポケモンセンター！)                                                | 8/4/1997             | 20/5/2019                 |
| 3  | "Thu phục Pokémon!" "Pokemon Getto da ze!" (ポケモンゲットだぜ！)                                                                      | 15/4/1997            | 22/5/2019                 |
| 4  | "Thách thức của thiếu niên Samurai" "Samurai Shōnen no Chōsen!" (サムライしょうねんのちょうせん！)                                     | 22/4/1997            | 24/5/2019                 |
| 5  | "Trận chiến ở thành phố Nibi" "Nibi Jimu no Tatakai!" (ニビジムのたたかい！)                                                           | 29/4/1997            | 27/5/2019                 |
| 6  | "Pippi và viên đá mặt trăng" "Pippi to Tsuki no Ishi" (ピッピとつきのいし)                                                             | 6/5/1997             | 29/5/2019                 |
| 7  | "Bông hoa nước ở thành phố Hanada" "Hanada Shiti no Suichūka" (ハナダシティのすいちゅうか)                                             | 13/5/1997            | 31/5/2019                 |
| 8  | "Đường đến giải liên minh Pokémon" "Pokemon Rīgu e no Michi" (ポケモンリーグへのみち)                                                  | 20 tháng 5 năm 1997  | 3 tháng 6 năm 2019        |
| 9  | "Hướng dẫn quyết đấu Pokémon" "Pokemon Hisshō Manyuaru" (ポケモンひっしょうマニュアル)                                                 | 27 tháng 5 năm 1997  | 5 tháng 6 năm 2019        |
| 10 | "Fushigidane và ngôi làng ẩn giấu" "Kakurezato no Fushigidane" (かくれざとのフシギダネ)                                                | 3 tháng 6 năm 1997   | 7 tháng 6 năm 2019        |
| 11 | "Pokemon đi lạc, Hitokage" "Hagure Pokemon, Hitokage" (はぐれポケモン・ヒトカゲ)                                                       | 10 tháng 6 năm 1997  | 10 tháng 6 năm 2019       |
| 12 | "Quân đoàn Zenigame xuất hiện!" "Zenigame-gundan Tōjō!" (ゼニガメぐんだんとうじょう！)                                                 | 17 tháng 6 năm 1997  | 12 tháng 6 năm 2019       |
| 13 | "Ngọn hải đăng của Masaki" "Masaki no Tōdai" (マサキのとうだい)                                                                        | 24 tháng 6 năm 1997  | 14 tháng 6 năm 2019       |
| 14 | "Cuộc đối đầu giữa điện! Hội quán Kuchiba" "Dengeki Taiketsu! Kuchiba Jimu" (でんげきたいけつ！クチバジム)                             | 1 tháng 7 năm 1997   | 17 tháng 6 năm 2019       |
| 15 | "Trận chiến trên du thuyền St.Anne!" "Santo Annu-gō no Tatakai!" (サントアンヌごうのたたかい！)                                        | 8 tháng 7 năm 1997   | 19 tháng 6 năm 2019       |
| 16 | "Pokémon phiêu lưu ký" "Pokemon Hyōryūki" (ポケモンひょうりゅうき)                                                                     | 15 tháng 7 năm 1997  | 21 tháng 6 năm 2019       |
| 17 | "Hòn đảo Pokemon khổng lồ!?" "Kyodai Pokemon no Shima!?" (きょだいポケモンのしま！？)                                                  | 22 tháng 7 năm 1997  | 24 tháng 6 năm 2019       |
| 18 | "Ngày nghỉ ở Aopulco" "Aopuruko no Kyūjitsu" (アオプルコのきゅうじつ)                                                                  | 29 tháng 7 năm 1997  | 26 tháng 6 năm 2019       |
| 19 | "Menokurage và Dokukurage" "Menokurage Dokukurage" (メノクラゲドククラゲ)                                                              | 5 tháng 8 năm 1997   | 28 tháng 6 năm 2019       |
| 20 | "Pokemon ma và lễ hội mùa hè" "Yūrei Pokemon to Natsumatsuri" (ゆうれいポケモンとなつまつり)                                           | 12 tháng 8 năm 1997  | 1 tháng 7 năm 2019        |
| 21 | "Tạm biệt Butterfree" "Bai Bai Batafurī" (バイバイバタフリー)                                                                          | 19 tháng 8 năm 1997  | 3 tháng 7 năm 2019        |
| 22 | "Đại quyết đấu siêu năng lực với Casey!" "Kēshyi! Chōnōryoku Taiketsu!" (ケーシィ！ちょうのうりょくたいけつ！)                         | 26 tháng 8 năm 1997  | 5 tháng 7 năm 2019        |
| 23 | "Thu phục bóng ma trong tháp Pokemon!" "Pokemon Tawā de Getto da ze!" (ポケモンタワーでゲットだぜ！)                                   | 2 tháng 9 năm 1997   | 8 tháng 7 năm 2019        |
| 24 | "Bóng ma đối đầu với hệ siêu linh" "Gōsuto Tai Esupā!" (ゴーストVSエスパー！)                                                          | 9 tháng 9 năm 1997   | 10 tháng 7 năm 2019       |
| 25 | "Đừng nổi giận nhé Okorizaru!" "Okoranai de ne Okorizaru!" (おこらないでねオコリザル！)                                                | 16 tháng 9 năm 1997  | 12 tháng 7 năm 2019       |
| 26 | "Erika và Kusaihana" "Erika to Kusaihana" (エリカとクサイハナ)                                                                         | 23 tháng 9 năm 1997  | 15 tháng 7 năm 2019       |
| 27 | "Sleeper và Pokémon thôi miên!?" "Surīpā to Pokemon Gaeri!?" (スリーパーとポケモンがえり！？)                                          | 30 tháng 9 năm 1997  | 17 tháng 7 năm 2019       |
| 28 | "Rokon! Trận chiến của những nhà chăm sóc!" "Rokon! Burīdā Taiketsu!" (ロコン！ブリーダーたいけつ！)                                   | 7 tháng 10 năm 1997  | 19 tháng 7 năm 2019       |
| 29 | "Pokemon giác đấu! Trận đại chiến!" "Kakutō Pokemon! Dai Batoru!" (かくとうポケモン！だいバトル！)                                     | 14 tháng 10 năm 1997 | 22 tháng 7 năm 2019       |
| 30 | "Giấc mơ chuột điện của Coil!?" "Koiru wa Denki Nezumi no Yume o Miru ka!?" (コイルはでんきネズミのユメをみるか！？)                   | 21 tháng 10 năm 1997 | 24 tháng 7 năm 2019       |
| 31 | "Quá nhiều con Digda!" "Diguda ga Ippai!" (ディグダがいっぱい！)                                                                       | 28 tháng 10 năm 1997 | 26 tháng 7 năm 2019       |
| 32 | "Đối đầu Ninja Sekichiku!" "Sekichiku Ninja Taiketsu!" (セキチクにんじゃたいけつ！)                                                    | 4 tháng 11 năm 1997  | 29 tháng 7 năm 2019       |
| 33 | "Cuộc đua của Pokémon lửa!" "Honō no Pokemon Dai Rēsu!" (ほのおのポケモンだいレース！)                                                 | 11 tháng 11 năm 1997 | 31 tháng 7 năm 2019       |
| 34 | "Lời ru của Garura" "Garūra no Komoriuta" (ガルーラのこもりうた)                                                                       | 18 tháng 11 năm 1997 | 2 tháng 8 năm 2019        |
| 35 | "Truyền thuyết về Miniryu" "Miniryū no Densetsu" (ミニリュウのでんせつ)                                                                | 25 tháng 11 năm 1997 | 5 tháng 8 năm 2019        |
| 36 | "Con đường xe đạp ven biển đầy giông bão" "Arashi no Saikuringu Rōdo" (あらしのサイクリングロード)                                     | 2 tháng 12 năm 1997  | 7 tháng 8 năm 2019        |
| 37 | "Cô gái bắt chước và Metamon" "Metamon to Monomane Musume" (メタモンとものまねむすめ)                                                  | 9 tháng 12 năm 1997  | 9 tháng 8 năm 2019        |
| 38 | "Chiến binh điện não Porygon" "Dennō Senshi Porigon" (でんのうせんしポリゴン)                                                          | 16 tháng 12 năm 1997 | Không phát sóng           |
| 39 | "Khu rừng của Pikachu" "Pikachū no Mori" (ピカチュウのもり)                                                                            | 16 tháng 4 năm 1998  | 12 tháng 8 năm 2019       |
| 40 | "Bốn anh em Ibui" "Ībui Yon Kyōdai" (イーブイ4きょうだい)                                                                              | 16 tháng 4 năm 1998  | 14 tháng 8 năm 2019       |
| 41 | "Tỉnh dậy đi! Kabigon!" "Okiro! Kabigon!" (おきろ！カビゴン！)                                                                         | 23 tháng 4 năm 1998  | 16 tháng 8 năm 2019       |
| 42 | "Quyết chiến! Hội quán Pokémon!" "Taiketsu! Pokemon Jimu!" (たいけつ！ポケモンジム！)                                                  | 30 tháng 4 năm 1998  | 19 tháng 8 năm 2019       |
| 43 | "Cuộc hành quân của quân đoàn Nassy!" "Nasshī Gundan Daikōshin!" (ナッシーぐんだんだいこうしん！)                                      | 7 tháng 5 năm 1998   | 21 tháng 8 năm 2019       |
| 44 | "Paras và Parasect" "Parasu to Parasekuto" (パラスとパラセクト)                                                                        | 14 tháng 5 năm 1998  | 23 tháng 8 năm 2019       |
| 45 | "Hát đi Purin!" "Utatte! Purin!" (うたって！プリン！)                                                                                  | 21 tháng 5 năm 1998  | 26 tháng 8 năm 2019       |
| 46 | "Phục hồi! Pokemon hoá thạch!" "Fukkatsu!? Kaseki Pokemon!" (ふっかつ！？かせきポケモン！)                                             | 28 tháng 5 năm 1998  | 28 tháng 8 năm 2019       |
| 47 | "Đơn thuốc của Lucky" "Rakkī no Karute" (ラッキーのカルテ)                                                                             | 4 tháng 6 năm 1998   | 30 tháng 8 năm 2019       |
| 48 | "Gardie và Kojiro!" "Gādi to Kojirō" (ガーディとコジロウ)                                                                              | 11 tháng 6 năm 1998  | 2 tháng 9 năm 2019        |
| 49 | "Vịt Kamonegi!" "Kamonegi no Kamo" (カモネギのカモ)                                                                                    | 18 tháng 6 năm 1998  | 4 tháng 9 năm 2019        |
| 50 | "Togepi sẽ thuộc về ai!?" "Togepī wa Dare no Mono!?" (トゲピーはだれのもの！？)                                                        | 25 tháng 6 năm 1998  | 6 tháng 9 năm 2019        |
| 51 | "Fushigidane của khu vườn hoa bí ẩn" "Fushigidane no Fushigi na Hanazono" (フシギダネのふしぎのはなぞの)                               | 2 tháng 7 năm 1998   | 9 tháng 9 năm 2019        |
| 52 | "Kích chiến! Lễ hội búp bê Pokémon!" "Gekitō! Pokemon Hinamatsuri" (げきとう！ポケモンひなまつり)                                      | 9 tháng 7 năm 1998   | 11 tháng 9 năm 2019       |
| 53 | "Tết thiếu nhi! Toàn viên tập hợp!" "Kodomo no Hi da yo! Zen'in Shūgō!" (こどものひだよ！ぜんいんしゅうごう！)                         | 9 tháng 7 năm 1998   | 13 tháng 9 năm 2019       |
| 54 | "Chó cảnh sát Gardie!" "Keisatsuken Gādi" (けいさつけんガーディ)                                                                       | 16 tháng 7 năm 1998  | 18 tháng 9 năm 2019       |
| 55 | "Chụp ảnh Pikachu!" "Shattā Chansu wa Pikachū" (シャッターチャンスはピカチュウ)                                                        | 23 tháng 7 năm 1998  | 19 tháng 9 năm 2019       |
| 56 | "Cuộc kiểm tra về Pokemon!" "Pokemon Rīgu Kenteishiken!?" (ポケモンけんていしけん！？)                                                 | 30 tháng 7 năm 1998  | 20 tháng 9 năm 2019       |
| 57 | "Bí mật của trung tâm chăm sóc!" "Sodate-ya no Himitsu!" (そだてやのひみつ！)                                                          | 6 tháng 8 năm 1998   | 23 tháng 9 năm 2019       |
| 58 | "Nổi lửa lên! Hội quán Guren!" "Moero! Guren Jimu!" (もえろ！グレンジム！)                                                             | 13 tháng 8 năm 1998  | 25 tháng 9 năm 2019       |
| 59 | "Quyết chiến! Hội quán Guren!" "Kessen! Guren Jimu!" (けっせん！グレンジム)                                                            | 20 tháng 8 năm 1998  | 27 tháng 9 năm 2019       |
| 60 | "Đảo rùa Kamex" "Kamekkusu no Shima" (カメックスのしま)                                                                                | 27 tháng 8 năm 1998  | 30 tháng 9 năm 2019       |
| 61 | "Hội quán Hanada! Trận chiến dưới nước!" "Hanada Jimu! Suichū no Tatakai!" (ハナダジム！すいちゅうのたたかい！)                        | 3 tháng 9 năm 1998   | 2 tháng 10 năm 2019       |
| 62 | "Pippi và Purin" "Pippi Tai Purin" (ピッピVSプリン)                                                                                    | 10 tháng 9 năm 1998  | 4 tháng 10 năm 2019       |
| 63 | "Hội quán Tokiwa! Tấm huy chương cuối cùng!" "Tokiwa Jimu! Saigo no Bajji!" (トキワジム！さいごのバッジ！)                             | 17 tháng 9 năm 1998  | 5 tháng 10 năm 2019       |
| 64 | "Barrierd của đội xiếc" "Pokemon Sākasu no Bariyādo" (ポケモンサーカスのバリヤード)                                                    | 24 tháng 9 năm 1998  | 6 tháng 10 năm 2019       |
| 65 | "Giáng sinh của Rougela" "Rūjura no Kurisumasu" (ルージュラのクリスマス)                                                               | 5 tháng 10 năm 1998  | 9 tháng 10 năm 2019       |
| 66 | "Một chuyến dã ngoại" "Iwāku de Bibāku" (イワークでビバーク)                                                                           | 5 tháng 10 năm 1998  | 10 tháng 10 năm 2019      |
| 67 | "Quyết đấu đối thủ! Phòng thí nghiệm của tiến sĩ Okido!" "Raibaru Taiketsu! Ōkido Kenkyūjo" (ライバルたいけつ！オーキドけんきゅうじょ) | 8 tháng 10 năm 1998  | 11 tháng 10 năm 2019      |
| 68 | "Yadon trở thành Yadoran" "Yadon ga Yadoran ni naru Toki" (ヤドンがヤドランになるとき)                                                 | 15 tháng 10 năm 1998 | 12 tháng 10 năm 2019      |
| 69 | "Truyền thuyết Pikachu đi trên sóng" "Naminori Pikachū no Densetsu" (なみのりピカチュウのでんせつ)                                     | 22 tháng 10 năm 1998 | 13 tháng 10 năm 2019      |
| 70 | "Công viên thực vật của Kusaihana" "Shokubutsuen no Kusaihana" (しょくぶつえんのクサイハナ)                                            | 29 tháng 10 năm 1998 | 16 tháng 10 năm 2019      |
| 71 | "Điện ảnh Pokemon!" "Pokemon Za Mūbī!" (ポケモン・ザ・ムービー！)                                                                      | 5 tháng 11 năm 1998  | 17 tháng 10 năm 2019      |
| 72 | "Nyasu học tiếng người!" "Nyāsu no Aiueo" (ニャースのあいうえお)                                                                       | 12 tháng 11 năm 1998 | 18 tháng 10 năm 2019      |
| 73 | "Tứ thiên vương Shiba xuất hiện!" "Shitennō Shiba Tōjō!" (してんのうシバとうじょう！)                                                  | 19 tháng 11 năm 1998 | 19 tháng 10 năm 2019      |
| 74 | "Kích đấu! Pokemon siêu cổ đại" "Gekitotsu! Chō Kodai Pokemon" (げきとつ！ちょうこだいポケモン)                                        | 26 tháng 11 năm 1998 | 20 tháng 10 năm 2019      |
| 75 | "Gậy xương của Garagara" "Garagara no Hone Konbō" (ガラガラのホネこんぼう)                                                             | 3 tháng 12 năm 1998  | 23 tháng 10 năm 2019      |
| 76 | "Fire! Lễ ra mắt liên minh Pokemon!" "Faiyā! Pokemon Rīgu Kaikaishiki!" (ファイヤー！ポケモンリーグかいかいしき！)                     | 10 tháng 12 năm 1998 | 24 tháng 10 năm 2019      |
| 77 | "Khai mạc liên minh Pokémon! Sân đấu nước!" "Pokemon Rīgu Kaimaku! Mizu no Fīrudo!" (ポケモンリーグかいまく！みずのフィールド！)       | 17 tháng 12 năm 1998 | 25 tháng 10 năm 2019      |
| 78 | "Sân đấu băng! Trận chiến của Pokemon lửa!" "Kōri no Fīrudo! Honō no Tatakai!" (こおりのフィールド！ほのおのたたかい！)                | 24 tháng 12 năm 1998 | 26 tháng 10 năm 2019      |
| 79 | "Sân đấu cỏ! Đối thủ bất ngờ!" "Kusa no Fīrudo! Igai na Kyōteki!" (くさのフィールド！いがいなきょうてき！)                             | 1 tháng 1 năm 1999   | 27 tháng 10 năm 2019      |
| 80 | "Đối thủ xuất hiện!" "Raibaru Tōjō!" (ライバルとうじょう！)                                                                            | 7 tháng 1 năm 1999   | 30 tháng 10 năm 2019      |
| 81 | "Sân thi đấu Sekiei! Cuộc đấu với Hiroshi!" "Sekiei Sutajiamu! Tai Hiroshi!" (セキエイスタジアム！VSヒロシ！)                          | 14 tháng 1 năm 1999  | 31 tháng 10 năm 2019      |
| 82 | "Liên minh Pokemon và cuộc đấu cuối cùng!" "Pokemon Rīgu! Saigo no Tatakai!" (ポケモンリーグ！さいごのたたかい！)                      | 21 tháng 1 năm 1999  | 1 tháng 11 năm 2019       |

### Orange Archipelago (Quần đảo Orange)
| #   | Tên tập phim | Ngày phát sóng gốc  | Ngày phát sóng tiếng Việt |
| --- | --- | ------------------- | ------------------------- |
| 83  | "Thị trấn Masara! Điểm xuất phát mới" "Masara Taun! Aratanaru Tabidachi" (マサラタウン！あらたなるたびだち)                | 28 tháng 1 năm 1999 | 2 tháng 11 năm 2019       |
| 84  | "Chiếc phi thuyền bất hạnh!?" "Hikōsen wa Fukōsen!?" (ひこうせんはふこうせん！？)                                          | 4 tháng 2 năm 1999  | 3 tháng 11 năm 2019       |
| 85  | "Pokemon phương nam và quả cầu GS" "Nangoku Pokemon to GS Bōru" (なんごくポケモンとGSボール)                               | 11 tháng 2 năm 1999 | 6 tháng 11 năm 2019       |
| 86  | "Giải cứu Rapurasu!" "Rapurasu o Tasukero!" (ラプラスをたすけろ！)                                                         | 18 tháng 2 năm 1999 | 7 tháng 11 năm 2019       |
| 87  | "Liên minh Orange! Hội quán Natsukan!" "Orenji Rīgu! Natsukan Jimu!" (オレンジリーグ！ナツカンジム！)                      | 25 tháng 2 năm 1999 | 8 tháng 11 năm 2019       |
| 88  | "Pokemon bị mất tích!" "Kieta Pokemon-tachi no Nazo!" (きえたポケモンたちのナゾ！)                                         | 4 tháng 3 năm 1999  | 9 tháng 11 năm 2019       |
| 89  | "Iwark thủy tinh" "Kurisutaru no Iwāku" (クリスタルのイワーク)                                                             | 11 tháng 3 năm 1999 | 10 tháng 11 năm 2019      |
| 90  | "Hòn đảo Pokemon màu hồng" "Pinku no Pokemon-Jima" (ピンクのポケモンじま)                                                  | 18 tháng 3 năm 1999 | 13 tháng 11 năm 2019      |
| 91  | "Bí mật về hóa thạch Kabuto!" "Kabuto no Kaseki no Himitsu!" (カブトのかせきのひみつ！)                                    | 25 tháng 3 năm 1999 | 14 tháng 11 năm 2019      |
| 92  | "Hãy nhảy múa đi! Đội kịch Pokemon!" "Odoru! Pokémon Shōbōto!" (おどる！ポケモンショーボート！)                            | 1 tháng 4 năm 1999  | 15 tháng 11 năm 2019      |
| 93  | "Tạm biệt Koduck! Đón chào Golduck mới?" "Sayonara Kodakku! Mata Kite Gorudakku?" (さよならコダック！またきてゴルダック？) | 8 tháng 4 năm 1999  | 16 tháng 11 năm 2019      |
| 94  | "Cô Joy ra khơi! Vượt qua bão táp!" "Seiringu Jōi! Aranami o Koete!" (セイリングジョーイ！あらなみをこえて！)              | 15 tháng 4 năm 1999 | 17 tháng 11 năm 2019      |
| 95  | "Hội quán Neburu và cuộc chiến trên núi tuyết!" "Nēburu Jimu! Yuki Yama no Tatakai!" (ネーブルジム！ゆきやまのたたかい！)  | 22 tháng 4 năm 1999 | 20 tháng 11 năm 2019      |
| 96  | "Kabigon tham ăn! Nguy cơ lớn!" "Ōgui Kabigon! Dai Panikku!" (おおぐいカビゴン！だいパニック！)                            | 29 tháng 4 năm 1999 | 21 tháng 11 năm 2019      |
| 97  | "Con tàu ma kì bí!" "Yūreisen to Yūrei Pokemon!" (ゆうれいせんとゆうれいポケモン！)                                        | 6 tháng 5 năm 1999  | 22 tháng 11 năm 2019      |
| 98  | "Hòn đảo của ngài Nyasu?" "O Nyāsu-sama no Shima!?" (おニャースさまのしま！？)                                             | 13 tháng 5 năm 1999 |                           |
| 99  | "Lòng tự hào của chiến sĩ Strike" "Sutoraiku Senshi no Hokori" (ストライクせんしのほこり)                                  | 20 tháng 5 năm 1999 | 23 tháng 11 năm 2019      |
| 100 | "Toàn viên tập hợp tại hòn đảo phía nam!" "Minami no Shima da yo! Zen'in Shūgō!" (みなみのしまだよ！ぜんいんしゅうごう！)  | 27 tháng 5 năm 1999 |                           |
| 101 | "Tứ thiên vương Kanna! Trận chiến trên băng!" "Shitennō Kanna! Kōri no Tatakai!!" (してんのうカンナ！こおりのたたかい！！) | 3 tháng 6 năm 1999  |                           |
| 102 | "Mẩu chuyện về Nidoran" "Nidoran no Koimonogatari" (ニドランのこいものがたり)                                              | 10 tháng 6 năm 1999 | 24 tháng 11 năm 2019      |
| 103 | "Những con Coil trên bình nguyên!" "Daiheigen no Koiru Tachi!" (だいへいげんのコイルたち！)                                | 17 tháng 6 năm 1999 | 27 tháng 11 năm 2019      |
| 104 | "Quái vật dưới cống ngầm!?" "Chikadō no Kaibutsu!?" (ちかどうのかいぶつ！？)                                               | 24 tháng 6 năm 1999 | 28 tháng 11 năm 2019      |
| 105 | "Hội quán Yuzu! Trận chiến 3 VS 3!!" "Yuzu Jimu! Taipu Batoru San Tai San!!" (ユズジム！タイプバトル3VS3！！)              | 1999\|7\|1          | 2019\|11\|29              |
| 106 | "Pikachu và Nyasu!?" "Pikachū Tai Nyāsu!?" (ピカチュウVSニャース！？)                                                      | 15 tháng 7 năm 1999 | 27 tháng 11 năm 2019      |
| 107 | "Lizadon! Tớ chọn cậu!!" "Rizādon! Kimi ni Kimeta!!" (リザードン！きみにきめた！！)                                        | 22 tháng 7 năm 1999 | 28 tháng 11 năm 2019      |
| 108 | "Trận quyết đấu! Zenigame VS Kameil" "Hikeshi Taiketsu! Zenigame Tai Kamēru" (ひけしたいけつ！ゼニガメVSカメール)          | 29 tháng 7 năm 1999 | 29 tháng 11 năm 2019      |
| 109 | "Kabigon! Cố lên nào!" "Moe yo! Kabigon!!" (もえよ！カビゴン！！)                                                          | 5 tháng 8 năm 1999  | 30 tháng 11 năm 2019      |
| 110 | "Thi đấu đôi! Hội quán cuối cùng!!" "Taggu Batoru! Saigo no Jimu!!" (タッグバトル！さいごのジム！！)                       | 12 tháng 8 năm 1999 | 1 tháng 12 năm 2019       |
| 111 | "Koiking! Bí mật của sự tiến hóa!!" "Koikingu! Shinka no Himitsu!!" (コイキング！しんかのひみつ！！)                       | 19 tháng 8 năm 1999 | 2 tháng 12 năm 2019       |
| 112 | "Nyoromo và Kasumi" "Nyoromo to Kasumi" (ニョロモとカスミ)                                                                 | 26 tháng 8 năm 1999 | 3 tháng 12 năm 2019       |
| 113 | "Cup vô địch! Trận đấu 6 VS 6!!" "Uināzu Kappu! Furu Batoru Roku Tai Roku!!" (ウィナーズカップ！フルバトル6VS6！！)        | 2 tháng 9 năm 1999  | 4 tháng 12 năm 2019       |
| 114 | "Kairyu xuất trận!!" "Fainaru Batoru! Kairyū Tōjō!!" (ファイナルバトル！カイリューとうじょう！！)                          | 9 tháng 9 năm 1999  | 5 tháng 12 năm 2019       |
| 115 | "Tạm biệt nha, Rapurasu!" "Sayonara Rapurasu!" (さよならラプラス！)                                                        | 16 tháng 9 năm 1999 |                           |
| 116 | "Marumine Bùng Nổ!?" "Marumain Dai Bakuha!?" (マルマインだいばくは！？)                                                    | 23 tháng 9 năm 1999 | 6 tháng 12 năm 2019       |
| 117 | "Thị trấn Masara ơi, tớ đã quay trở về!" "Kaettekita Masara Taun!" (かえってきたマサラタウン!)                             | 30 tháng 9 năm 1999 | 7 tháng 12 năm 2019       |
| 118 | "Cuộc so tài giữa Satoshi và Shigeru!" "Raibaru Taiketsu! Satoshi Tai Shigeru!!" (ライバルたいけつ！サトシVSシゲル！！)    | 7 tháng 10 năm 1999 | 8 tháng 12 năm 2019       |

### Johto
| #   | Tên tập phim | Ngày phát sóng gốc   | Ngày phát sóng tiếng Việt |
| --- | --- | -------------------- | ------------------------- |
| 119 | "Wakaba! Thị trấn cuồng phong" "Wakaba Taun! Hajimari o Tsugeru Kaze ga Fuku Machi!" (ワカバタウン！はじまりをつげるかぜのふくまち！)                                                                 | 14 tháng 10 năm 1999 | 9 tháng 12 năm 2019       |
| 120 | "Chicorita của Rookie!" "Rūkī no Chikorīta!" (ルーキーのチコリータ) | 21 tháng 10 năm 1999 | 10 tháng 12 năm 2019      |
| 121 | "Cuộc chiến giữa Heracros và Kailios!" "Gekitotsu! Herakurosu Tai Kairosu!!" (げきとつ！へラクロスVSカイロス！！)                                                                                     | 28 tháng 10 năm 1999 | 11 tháng 12 năm 2019      |
| 122 | "Thung lũng của Donfan" "Donfan no Tani!" (ドンファンのたに！) | 4 tháng 11 năm 1999  | 12 tháng 12 năm 2019      |
| 123 | "Hoho và khu rừng kì bí" "Hōhō to Ayashii Mori!" (ホーホーとあやしいもり！) | 11 tháng 11 năm 1999 | 13 tháng 12 năm 2019      |
| 124 | "Vũ điệu của Kireihana" "Kireihana no Batoru Danshingu!" (キレイハナのバトルダンシング！) | 18 tháng 11 năm 1999 | 14 tháng 12 năm 2019      |
| 125 | "Itomaru truy lùng tội phạm" "Itomaru! Dai Sōsasen!!" (イトマル！だいそうさせん！！) | 25 tháng 11 năm 1999 | 15 tháng 12 năm 2019      |
| 126 | "Cuộc sống sung túc của Bulu" "Burū no Karei na Seikatsu!?" (ブルーのかれいなせいかつ！？) | 2 tháng 12 năm 1999  | 16 tháng 12 năm 2019      |
| 127 | "Odoshishi! Khu rừng ảo giác!?" "Odoshishi! Maboroshi no Mori!?" (オドシシ！まぼろしのもり！？) | 9 tháng 12 năm 1999  | 17 tháng 12 năm 2019      |
| 128 | "Chicorita hiếu thắng!" "Ijippari no Chikorīta!!" (いじっぱりのチコリータ！！) | 16 tháng 12 năm 1999 | 18 tháng 12 năm 2019      |
| 129 | "Quả cầu GS và Nuo!?" "Nuō to GS Bōru!?" (ヌオーとGSボール！？) | 23 tháng 12 năm 1999 | 19 tháng 12 năm 2019      |
| 130 | "Chiếc còi của Rediba!" "Rediba no Fue!" (レディバのふえ！) | 1 tháng 1 năm 2000   | 20 tháng 12 năm 2019      |
| 131 | "Y tá vui vẻ Hapinasu" "Hapinasu no Happī Nāsu!" (ハピナスのハッピーナース！) | 6 tháng 1 năm 2000   | 21 tháng 12 năm 2019      |
| 132 | "Đại nguy kịch! Tháp Madatsubomi!" "Dai Pinchi! Madatsubomi no Tō!" (だいピンチ！マダツボミのとう！)                                                                                                  | 13 tháng 1 năm 2000  | 22 tháng 12 năm 2019      |
| 133 | "Hội quán Kikyou! Trận chiến trên không trung!!" "Kikyō Jimu! Ōzora no Tatakai!!" (キキョウジム！おおぞらのたたかい！！)                                                                              | 20 tháng 1 năm 2000  | 23 tháng 12 năm 2019      |
| 134 | "Marill mít ướt" "Nakimushi Mariru!" (なきむしマリル！) | 27 tháng 1 năm 2000  | 24 tháng 12 năm 2019      |
| 135 | "Ầm ĩ! Otachi và Togepi!!" "Bakusō! Otachi Ando Togepī!!" (ばくそう！オタチ&トゲピー！！) | 3 tháng 2 năm 2000   | 25 tháng 12 năm 2019      |
| 136 | "Thung lũng Lizardon! Hẹn ngày gặp lại!!" "Rizādon no Tani! Mata Au Hi made!!" (リザードンのたに！またあうひまで！！)                                                                                 | 10 tháng 2 năm 2000  | 26 tháng 12 năm 2019      |
| 137 | "Cuộc hỗn loạn trong cuộc thi Kimawari!!" "Dai Panikku! Kimawari Kontesuto!!" (だいパニック！キマワリコンテスト！！)                                                                                  | 17 tháng 2 năm 2000  | 27 tháng 12 năm 2019      |
| 138 | "Nỗi buồn của Chicorita" "Chikorīta wa Gokigen Naname!?" (チコリータはごきげんななめ！？) | 24 tháng 2 năm 2000  | 28 tháng 12 năm 2019      |
| 139 | "Hanecco bay nhảy! Trận chiến trên đại thảo nguyên" "Hanekko Haneta! Daisōgen no Tatakai!!" (ハネッコはねた！だいそうげんのたたかい！！)                                                              | 2 tháng 3 năm 2000   | 29 tháng 12 năm 2019      |
| 140 | "Người hùng bí ẩn! Gliger-man xuất hiện!!" "Nazo no Sūpāhīrō! Guraigāman Tōjō!!" (なぞのスーパーヒーロー！グライガーマンとうじょう！！)                                                               | 9 tháng 3 năm 2000   | 30 tháng 12 năm 2019      |
| 141 | "Merriep và thiếu nữ chăn cừu" "Merīpu to Makiba no Shōjo" (メリープとまきばのしょうじょ) | 16 tháng 3 năm 2000  | 31 tháng 12 năm 2019      |
| 142 | "Thi đấu! Hassam VS Heracross!!" "Batoru Shiyō ze! Hassamu Tai Herakurosu!!" (バトルしようぜ！ハッサムVSヘラクロス！！)                                                                               | 23 tháng 3 năm 2000  | 1 tháng 1 năm 2020        |
| 143 | "Thu phục Hinoarashi" "Hinoarashi! Getto da ze!!" (ヒノアラシ！ゲットだぜ！！) | 30 tháng 3 năm 2000  | 2 tháng 1 năm 2019        |
| 144 | "Hang thú ở thị trấn Hiwada! Giếng của Yadon!" "Hiwada Taun! Yadon no Ido!!" (ヒワダタウン！ヤドンのいど！！)                                                                                         | 6 tháng 4 năm 2000   | 3 tháng 1 năm 2020        |
| 145 | "Kunugidama và quả Bonguri! Trận chiến sau núi" "Kunugidama to Bonguri no Mi! Urayama no Tatakai!!" (クヌギダマとボングリのみ！うらやまのたたかい！！)                                                | 13 tháng 4 năm 2000  | 4 tháng 1 năm 2020        |
| 146 | "Hội quán Hiwada! Trận chiến trong rừng sâu!!" "Hiwada Jimu! Mori no Batoru Fīrudo!!" (ヒワダジム！もりのバトルフィールド)                                                                            | 20 tháng 4 năm 2000  | 5 tháng 1 năm 2020        |
| 147 | "Khu rừng Ubame! Đi tìm Kamonegi!!" "Ubame no Mori! Kamonegi o Sagase!!" (ウバメのもり！カモネギをさがせ！！)                                                                                         | 27 tháng 4 năm 2000  | 6 tháng 1 năm 2020        |
| 148 | "Sonansu và Đại hội trao đổi Pokemon!!" "Sōnansu to Pokemon Kōkankai!!" (ソーナンスとポケモンこうかんかい！！)                                                                                        | 4 tháng 5 năm 2000   | 7 tháng 1 năm 2020        |
| 149 | "Đội rùa Zenigame! Như ngọn lửa!!" "Moero Zenigame-dan! Honō no Yō ni!!" (もえろゼニガメだん！ほのおのように！！)                                                                                     | 11 tháng 5 năm 2000  | 8 tháng 1 năm 2020        |
| 150 | "Những con Upa!" "Upā ga Ippai!" (ウパーがいっぱい！) | 18 tháng 5 năm 2000  | 9 tháng 1 năm 2020        |
| 151 | "Purin so tài với Bulu" "Purin Tai Burū!" (プリンVSブルー！) | 25 tháng 5 năm 2000  | 10 tháng 1 năm 2020       |
| 152 | "Pokemon bóng tối, Delvil" "Dāku Pokemon, Derubiru" (ダークポケモン・デルビル) | 1 tháng 6 năm 2000   | 11 tháng 1 năm 2020       |
| 153 | "Waninoko sẽ là của ai!? Satoshi VS Kasumi!" "Waninoko wa Dare no Mono!? Satoshi Tai Kasumi!" (ワニノコはだれのもの！？サトシVSカスミ！)                                                              | 8 tháng 6 năm 2000   | 12 tháng 1 năm 2020       |
| 154 | "Airmd VS Hinoarashi! Đôi cánh thép!!" "Eamūdo Tai Hinoarashi! Hagane no Tsubasa!!" (エアムードVSヒノアラシ！はがねのつばさ！！？)                                                                    | 15 tháng 6 năm 2000  | 13 tháng 1 năm 2020       |
| 155 | "Những bước nhảy tình yêu của Waninoko!!" "Odore Waninoko! Ai no Suteppu o!!" (おどれワニノコ！あいのステップを！！)                                                                                  | 22 tháng 6 năm 2000  | 14 tháng 1 năm 2020       |
| 156 | "Thu phục Yorunozuku khác màu!!" "Irochigai no Yorunozuku! Getto da ze!!" (いろちがいのヨルノズク！ゲットだぜ！！)                                                                                    | 29 tháng 6 năm 2000  | 15 tháng 1 năm 2020       |
| 157 | "Chiến đấu với Ringuma!!" "Ringuma de Dokkiri!!" (リングマでドッキリ！！) | 6 tháng 7 năm 2000   | 16 tháng 1 năm 2020       |
| 158 | "Kirinriki! Ngôi làng Pokemon siêu năng lực!" "Kirinriki! Esupā Pokemon no Mura!" (キリンリキ！エスパーポケモンのむら！)                                                                              | 13 tháng 7 năm 2000  | 20 tháng 1 năm 2020       |
| 159 | "Bói toán Pokemon!? Đại hỗn chiến!" "Pokemon Uranai!? Dairansen!" (ポケモンうらない！？だいらんせん！)                                                                                                | 20 tháng 7 năm 2000  | 21 tháng 1 năm 2020       |
| 160 | "Hội quán Kogane! Tốc độ và sức mạnh!?" "Kogane Jimu! Supīdo Ando Pawā!?" (コガネジム！スピード＆パワー！？)                                                                                          | 3 tháng 8 năm 2000   | 22 tháng 1 năm 2020       |
| 161 | "Miltank! Trận đấu phục thù!!" "Mirutanku! Ribenji Batoru!!" (ミルタンク！リベンジバトル！！) | 10 tháng 8 năm 2000  | 23 tháng 1 năm 2020       |
| 162 | "Trận đấu ở tháp phát sóng siêu việt!!" "Rajiotō no Tatakai! Jikū o Koete!!" (ラジオとうのたたかい！じくうをこえて！！)                                                                               | 17 tháng 8 năm 2000  | 24 tháng 1 năm 2020       |
| 163 | "Cuộc thi bắt sâu ở công viên quốc gia!!" "Mushitori Taikai! Shizen Kōen de Getto da ze!!" (むしとりたいかい！しぜんこうえんでゲットだぜ！！)                                                         | 24 tháng 8 năm 2000  | 25 tháng 1 năm 2020       |
| 164 | "Usokkie ở đâu!?" "Usokkī wa Doko ni Iru!?" (ウソッキーはどこにいる！？) | 31 tháng 8 năm 2000  | 26 tháng 1 năm 2020       |
| 165 | "Pokemon thời tiền sử" "Kodai Pokemon Pāku! Arufu no Iseki!!" (こだいポケモンパーク！アルフのいせき！！)                                                                                              | 7 tháng 9 năm 2000   | 27 tháng 1 năm 2020       |
| 166 | "Poppo đưa thư!" "Poppo ya no Densho Poppo!" (ポッポやのでんしょポッポ！) | 14 tháng 9 năm 2000  | 28 tháng 1 năm 2020       |
| 167 | "Lâu đài của Zubat! Mê cung nguy hiểm!!" "Zubatto no Yakata! Kiken na Meiro!!" (ズバットのやかた！きけんなめいろ！！)                                                                                 | 21 tháng 9 năm 2000  | 29 tháng 1 năm 2020       |
| 168 | "Kapoerer VS Fushigidane! Quyết chiến hệ giác đấu!!" "Kapoerā Tai Fushigidane! Kakutō Taiketsu!!" (カポエラーVSフシギダネ！かくとうたいけつ！！)                                                      | 28 tháng 9 năm 2000  | 30 tháng 1 năm 2020       |
| 169 | "Bộ 3 rừng nhiệt đới! Trận chiến ở suối nước nóng" "Janguru no San Biki! Onsen Batoru!!" (ジャングルのさんびき！おんせんバトル！！)                                                                   | 5 tháng 10 năm 2000  | 31 tháng 1 năm 2020       |
| 170 | "Azumao! Trận chiến câu cá!!" "Azumaō! Fisshingu Batoru!!" (アズマオウ！フィッシングバトル！！) | 12 tháng 10 năm 2000 | 1 tháng 2 năm 2020        |
| 171 | "Tạm biệt Rokon! Cuộc thi làm đẹp Pokemon!!" "Sayonara Rokon! Pokemon Byūtī Kontesuto!!" (さよならロコン！ポケモンビューティーコンテスト！！)                                                         | 19 tháng 10 năm 2000 | 2 tháng 2 năm 2020        |
| 172 | "Tsubotsubo VS Madatsubomi" "Tsubotsubo Tai Madatsubomi" (ツボツボVSマダツボミ) | 26 tháng 10 năm 2000 | 3 tháng 2 năm 2020        |
| 173 | "Blacky! Trận đấu bóng tối!!" "Burakkī! Yamiyo no Tatakai!!" (ブラッキー！やみよのたたかい！！) | 2 tháng 11 năm 2000  | 4 tháng 2 năm 2020        |
| 174 | "Redian! Băng qua thung lũng gió!!" "Redian! Kaze no Tani o Koete!!" (レディアン！かぜのたにをこえて！！)                                                                                             | 9 tháng 11 năm 2000  | 5 tháng 2 năm 2020        |
| 175 | "Ngôi làng của Sonansu!?" "Sōnansu no Mura!?" (ソーナンスのむら！？) | 16 tháng 11 năm 2000 | 6 tháng 2 năm 2020        |
| 176 | "Mục tiêu trở thành bậc thầy Metamon! Gặp lại Imite!! nnm" "Mezase Metamon Masutā! Imite Futatabi!!" (めざせメタモンマスター！イミテふたたび！！)                                                     | 23 tháng 11 năm 2000 | 7 tháng 2 năm 2020        |
| 177 | "Nyasu, Bulu và Granbull!?" "Nyāsu to Burū to Guranburu!?" (ニャースとブルーとグランブル！？) | 30 tháng 11 năm 2000 | 8 tháng 2 năm 2020        |
| 178 | "Ariados! Trận chiến ninja!!" "Ariadosu! Ninpō Batoru!!" (アリアドス！にんぽうバトル！！) | 7 tháng 12 năm 2000  | 9 tháng 2 năm 2020        |
| 179 | "Bay đi Yanyanma! Hướng tới bầu trời ngày mai!!" "Habatake Yanyanma! Ashita no Sora e!!" (はばたけヤンヤンマ！あしたのそらへ！！)                                                                     | 14 tháng 12 năm 2000 | 10 tháng 2 năm 2020       |
| 180 | "Popocco! Trận đấu Pokemon cỏ!!" "Popokko! Kusa Pokemon Batoru!!" (ポポッコ！くさポケモンバトル！！)                                                                                                  | 21 tháng 12 năm 2000 | 11 tháng 2 năm 2020       |
| 181 | "Pikachu và Pichu" "Pikachū to Pichū!" (ピカチュウとピチュー！) | 4 tháng 1 năm 2001   | 12 tháng 2 năm 2020       |
| 182 | "Hellgar và Togepy" "Herugā to Togepī!" (ヘルガーとトゲピー) | 11 tháng 1 năm 2001  | 13 tháng 2 năm 2020       |
| 183 | "Ngọn tháp bị cháy! Matsuba xuất hiện!!" "Yaketa Tō! Matsuba Tōjō!!" (やけたとう！マツバとうじょう！！)                                                                                               | 18 tháng 1 năm 2001  | 14 tháng 2 năm 2020       |
| 184 | "Hội quán Enju! Trận chiến hệ ma!!" "Enju Jimu! Gōsuto Batoru!!" (エンジュジム！ゴーストバトル！！)                                                                                                   | 25 tháng 1 năm 2001  | 15 tháng 2 năm 2020       |
| 185 | "Ibui và 5 chị em! Trận chiến ở lễ hội trà!!" "Ībui Go-Shimai! Ochakai de Batoru!!" (イーブイ5しまい！おちゃかいでバトル！！)                                                                         | 1 tháng 2 năm 2001   | 16 tháng 2 năm 2020       |
| 186 | "Yamikarasu! Kẻ cướp huy chương!!" "Yamikarasu! Ubawareta Bajji!!" (ヤミカラス！うばわれたバッジ！！)                                                                                                 | 8 tháng 2 năm 2001   | 17 tháng 2 năm 2020       |
| 187 | "Bầu trời của Teppouo!" "Teppouo no Sora!" (テッポウオのそら！) | 15 tháng 2 năm 2001  | 18 tháng 2 năm 2020       |
| 188 | "Bí mật của Himeguma!" "Himeguma no Himitsu!" (ヒメグマのひみつ！) | 22 tháng 2 năm 2001  | 19 tháng 2 năm 2020       |
| 189 | "Bí ẩn của Himanuts đóng băng!!" "Kōtta Himanattsu no Nazo!!" (こおったヒマナッツのなぞ！！) | 1 tháng 3 năm 2001   | 20 tháng 2 năm 2020       |
| 190 | "Urimoo! Tìm kiếm suối nước nóng!!" "Koko Hore Urimū! Onsen o Sagase!!" (ここほれウリムー！おんせんをさがせ！！)                                                                                      | 8 tháng 3 năm 2001   | 21 tháng 2 năm 2020       |
| 191 | "Freezer VS Purin! Trong bão tuyết!" "Furīzā Tai Purin! Fubuki no Naka de!!" (フリーザーVSプリン！ふぶきのなかで！！)                                                                                 | 15 tháng 3 năm 2001  | 22 tháng 2 năm 2020       |
| 192 | "Windie và viên đá lửa!" "Uindi to Honō no Ishi!" (ウインディとほのおのいし！) | 22 tháng 3 năm 2001  | 23 tháng 2 năm 2020       |
| 193 | "Tìm kiếm Nokocchi!?" "Nokotchi wa no Kotchinai!?" (ノコッチはのこっちない！？) | 29 tháng 3 năm 2001  | 24 tháng 2 năm 2020       |
| 194 | "Sonansu gặp nạn?" "Sōnansu! Sō nan su?" (ソーナンス！そうなんす？) | 5 tháng 4 năm 2001   | 25 tháng 2 năm 2020       |
| 195 | "Takeshi gục ngã! Buổi cắm trại nguy hiểm!!" "Takeshi Taoreru! Abunai Kyanpu!!" (タケシたおれる！あぶないキャンプ！！)                                                                                | 12 tháng 4 năm 2001  | 26 tháng 2 năm 2020       |
| 196 | "Cuộc đấu sumo của Ordile và Kamex!!" "Ōdairu Tai Kamekkusu! Sumō Batoru!!" (オーダイルVSカメックス！すもうバトル！！)                                                                                | 19 tháng 4 năm 2001  | 27 tháng 2 năm 2020       |
| 197 | "Người có thể nói chuyện với Pokemon!? Ngôn ngữ và cảm xúc của Pokemon!" "Pokemon to Hanasemasu!? Pokemon no Kotoba Pokemon no Kimochi!" (ポケモンとはなせます！？ポケモンのことばポケモンのきもち！) | 26 tháng 4 năm 2001  | 28 tháng 2 năm 2020       |
| 198 | "Golbat VS nữ vương mặt nạ Musashi! Trận đấu ở di tích!!" "Gorubatto Tai Kamen no Joō Musashi! Iseki no Tatakai!!" (ゴルバットVSかめんのじょおうムサシ！いせきのたたかい！！)                         | 3 tháng 5 năm 2001   | 29 tháng 2 năm 2020       |
| 199 | "Kỳ tích của Doble!! Ánh sáng ban mai!" "Dōburu no Kiseki!! Asahi no Naka de Kagayaite!" (ドーブルのきせき！！あさひのなかでかがやいて！)                                                             | 10 tháng 5 năm 2001  | 1 tháng 3 năm 2020        |
| 200 | "Nidorino Nidorina! Cuộc sống màu hồng của Takeshi!?" "Nidorīno Nidorīna! Takeshi no Barairo no Hibi!?" (ニドリーノニドリーナ！タケシばらいろのひび！？)                                              | 17 tháng 5 năm 2001  | 2 tháng 3 năm 2020        |
| 201 | "Tạm biệt Chicorita!? Mê cung điện!" "Sayonara Chikorita!? Denki no Rabirinsu!" (さよならチコリータ！？でんきのラビリンス！)                                                                          | 24 tháng 5 năm 2001  | 3 tháng 3 năm 2020        |
| 202 | "Bayleaf biến mất!? Tìm thấy ở vườn hoa!" "Beirīfu wa Doko ni Itta!? Hābu Batake de Tsukamaete!" (ベイリーフはどこへいった！？ハーブばたけでつかまえて！)                                             | 31 tháng 5 năm 2001  | 4 tháng 3 năm 2020        |
| 203 | "Chim Natu biết bói toán! Lời tiên tri thần bí về tương lai!!" "Neiti Uranai! Mirai Yochi no Shinpi!!" (ネイティうらない！みらいよちのしんぴ！！)                                                     | 7 tháng 6 năm 2001   | 5 tháng 3 năm 2020        |
| 204 | "Cuộc thi khinh khí cầu của các Pokemon! Vượt qua bão tố!!" "Pokemon Kikyū Dai Rēsu! Arashi o Koete!!" (ポケモンききゅうだいレース！あらしをこえて！！)                                               | 14 tháng 6 năm 2001  | 6 tháng 3 năm 2020        |
| 205 | "Ngôi sao được yêu thích, Muchul?" "Muchūru ni Mō Muchū!! Sūpāsutā wa Pokemon ga Osuki?" (ムチュールにもうむちゅう！！スーパースターはポケモンがおすき？)                                             | 21 tháng 6 năm 2001  | 7 tháng 3 năm 2020        |
| 206 | "Lướt sóng đuổi theo Saidon!? Trận chiến ở hồ!" "Naminori Saidon o Oe!? Mizuumi no Tatakai!" (なみのりサイドンをおえ！？みずうみのたたかい！)                                                         | 28 tháng 6 năm 2001  | 8 tháng 3 năm 2020        |
| 207 | "Kakureon ở đâu!? Hỗn loạn với Pokemon không nhìn thấy!" "Kakureon wa Doko ni Iru!? Mienai Pokemon ni Daikonran!" (カクレオンはどこにいる！？みえないポケモンにだいこんらん！)                        | 5 tháng 7 năm 2001   | 19 tháng 3 năm 2020       |
| 208 | "Cô Joy không thích Pokemon nước!? Sự nổi giận của Kasumi!" "Mizu Pokemon-Girai no Joī-san!? Kasumi no Ikari!" (みずポケモンぎらいのジョーイさん！？カスミのいかり！)                                 | 12 tháng 7 năm 2001  | 20 tháng 3 năm 2020       |
| 209 | "Người mẹ Miltank! Bí ẩn của sa mạc!" "Seibo Mirutanku! Sabaku no Himitsu!" (せいぼミルタンク！さばくのひみつ！)                                                                                      | 19 tháng 7 năm 2001  | 21 tháng 3 năm 2020       |
| 210 | "Ánh sáng của ngọn hải đăng! Cuộc thi đấu tại thành phố Asagi!!" "Kagayaki no Tōdai! Asagi Shiti no Tatakai!!" (かがやきのとうだい！アサギシティのたたかい！！)                                       | 26 tháng 7 năm 2001  | 22 tháng 3 năm 2020       |
| 211 | "Hội quán Tanba! Trận đấu vật!!" "Tanba Jimu! Makkō Shōbu Kakutō Taiketsu!!" (タンバジム！まっこうしょうぶかくとうたいけつ！！)                                                                       | 2 tháng 8 năm 2001   | 23 tháng 3 năm 2020       |
| 212 | "Khiêu chiến trên đảo Xoắn Ốc! Thử thách mới!!" "Uzumaki Rettō! Aratanaru Chōsen!!" (うずまきれっとう！あらたなるちょうせん！！)                                                                      | 9 tháng 8 năm 2001   | 24 tháng 3 năm 2020       |
| 213 | "Poppo và Poppo lớn! Bay trên bầu trời cao!!" "Poppo to Deka Poppo! Mada Minu Sora e!!" (ポッポとデカポッポ！まだみぬそらへ！！)                                                                      | 16 tháng 8 năm 2001  | 25 tháng 3 năm 2020       |
| 214 | "Quay về với biển! Cuộc hành trình của Chonchie!!" "Tabidate Umi e! Chonchī Gyōretsu!!" (たびだてうみへ！チョンチーぎょうれつ！！)                                                                    | 23 tháng 8 năm 2001  | 26 tháng 3 năm 2020       |
| 215 | "Sunnygo và Amigo! Quyết đấu ở đảo đá vàng!!" "Sanīgo de Amīgo! Ō Gantō no Taiketsu!!" (サニーゴでアミーゴ！おうがんとうのたいけつ！！)                                                               | 30 tháng 8 năm 2001  | 27 tháng 3 năm 2020       |
| 216 | "Mantain và con tàu bị đắm! Bí mật của Pokemon bí ẩn!" "Mantain to Chinbotsusen!! Nazo no Pokemon no Himitsu!" (マンタインとちんぼつせん！！なぞのポケモンのひみつ！)                                 | 6 tháng 9 năm 2001   | 28 tháng 3 năm 2020       |
| 217 | "Okutank and Teppouo! Vòng loại Cúp Xoắn Ốc!" "Okutan to Teppouo! Uzumaki Kappu Yosen!!" (オクタンとテッポウオ！うずまきカップよせん！！)                                                             | 13 tháng 9 năm 2001  | 29 tháng 3 năm 2020       |
| 218 | "Cup Xoắn Ốc! Trận đấu trên sân vận động nước!!" "Uzumaki Kappu! Mizu no Koroshiamu de Daibatoru!!" (うずまきカップ！みずのコロシアムでだいバトル！！)                                                | 20 tháng 9 năm 2001  | 30 tháng 3 năm 2020       |
| 219 | "Satoshi VS Kasumi! Trận đấu cuối cùng của Cup Xoắn Ốc!!" "Satoshi Tai Kasumi! Uzumaki Kappu Saigo no Tatakai!!" (サトシVSカスミ！うずまきカップさいごのたたかい！！)                                 | 27 tháng 9 năm 2001  | 31 tháng 3 năm 2020       |
| 220 | "Bảo vệ đàn Digda! Đại tác chiến hố bẫy!?" "Diguda no Mura o Mamore! Otoshiana Daisakusen!?" (ディグダのむらをまもれ！おとしあなだいさくせん！？)                                                     | 4 tháng 10 năm 2001  | 1 tháng 4 năm 2020        |
| 221 | "Truyền thuyết về cánh bạc! Trận chiến trên đảo đá bạc!!" "Gin'iro no Hane no Densetsu! Gin Gantō no Tatakai!!" (ぎんいろのはねのでんせつ！ぎんがんとうのたたかい！！)                                | 11 tháng 10 năm 2001 | 2 tháng 4 năm 2020        |
| 222 | "Pokemon X bí ẩn!!" "Nazono Pokemon X!!" (なぞのポケモンX！！) | 18 tháng 10 năm 2001 | 3 tháng 4 năm 2020        |
| 223 | "Giải cứu Lugia" "Torawareno Rugia" (とらわれのルギア) | 25 tháng 10 năm 2001 | 4 tháng 4 năm 2020        |
| 224 | "Lời hứa với Lugia!" "Rugia to no Yakusoku!" (ルギアとのやくそく！) | 1 tháng 11 năm 2001  | 5 tháng 4 năm 2020        |
| 225 | "Bay đi Hoho! Hướng tới Asagi!!" "Tobe Hōhō-gō! Asagi o Mezashi!!" (とべホーホーごう！アサギをめざし！！)                                                                                             | 8 tháng 11 năm 2001  | 6 tháng 4 năm 2020        |
| 226 | "Hội quán Asagi! VS Haganeil!!" "Asagi Jimu! Tai Haganēru!!" (アサギジム！VSハガネール！！) | 15 tháng 11 năm 2001 | 7 tháng 4 năm 2020        |
| 227 | "Tạm biệt Fushigidane! Cuộc phiêu lưu ở phòng thí nghiệm giáo sư Okido!!" "Sayonara Fushigidane! Ōkido-tei no Bōken" (さよならフシギダネ！オーキドていのぼうけん)                                     | 22 tháng 11 năm 2001 | 8 tháng 4 năm 2020        |
| 228 | "Eifie và Sakura! Trở lại thành phố Enju!!" "Ēfi to Sakura! Enju Shitei Futatabi!!"" (エーフィとサクラ！エンジュシティふたたび！！)                                                                   | 29 tháng 11 năm 2001 | 9 tháng 4 năm 2020        |
| 229 | "Suicune và Minaki! Truyền thuyết về Houou!!" "Suikun to Minaki! Hō-Ō no Densetsu!!" (スイクンとミナキ！ホウオウのでんせつ！！)                                                                       | 6 tháng 12 năm 2001  | 10 tháng 4 năm 2020       |
| 230 | "Cuộc đua Pokemon!!" "Pokemon Raido de Tsuppashire!!" (ポケモンライドでつっぱしれ！！) | 13 tháng 12 năm 2001 | 11 tháng 4 năm 2020       |
| 231 | "Nữ thám tử lừng danh Junsa! Bí ẩn của quả trứng bị mất tích!!" ""Meitantei Junsā! Kieta Tamago no Nazo!!" (めいたんていジュンサー！きえたタマゴのなぞ！！)                                           | 20 tháng 12 năm 2001 | 12 tháng 4 năm 2020       |
| 232 | "Trứng ơi, nở đi" "Tamago, Kaeru" (タマゴ、かえる) | 27 tháng 12 năm 2001 | 13 tháng 4 năm 2020       |
| 233 | "Băng Hỏa Tiễn và Delibird!" "Roketto-dan to Deribādo!" (ロケットだんとデリバード！) | 10 tháng 1 năm 2002  | 14 tháng 4 năm 2020       |
| 234 | "Kyukon trong sương mù!" "Kiri no Naka no Kyūkon!" (きりのなかのキュウコン！) | 17 tháng 1 năm 2002  | 15 tháng 4 năm 2020       |
| 235 | "Balkie và vua karate Nobuhiko!" "Barukī to Karateō Nobuhiko!" (バルキーとからておうノブヒコ！) | 24 tháng 1 năm 2002  | 16 tháng 4 năm 2020       |
| 236 | "Lời dự báo của Natio!" "Neiteio no Daiyogen!" (ネイティオのだいよげん！) | 31 tháng 1 năm 2002  | 17 tháng 4 năm 2020       |
| 237 | "Wataru và Gyarados màu đỏ!" "Wataru to Akai Gyaradosu!" (ワタルとあかいギャラドス！) | 7 tháng 2 năm 2002   | 18 tháng 4 năm 2020       |
| 238 | "Cơn giận dữ của Gyarados màu đỏ!" "Akai Gyaradosu no Ikari!" (あかいギャラドスのいかり！) | 14 tháng 2 năm 2002  | 19 tháng 4 năm 2020       |
| 239 | "Inomoo và Yanagi mùa đông!" "Inomū to Fuyu no Yanagi!" (イノムーとふゆのヤナギ！) | 21 tháng 2 năm 2002  | 20 tháng 4 năm 2020       |
| 240 | "Hội quán Chouji! Cuộc thi đấu trên băng!" "Chōji Jimu! Kōri no Tatakai!" (チョウジジム！こおりのたたかい！)                                                                                          | 28 tháng 2 năm 2002  | 21 tháng 4 năm 2020       |
| 241 | "Kireihana và Rafflesia! Hòa bình ở thảo nguyên!" "Kireihana to Rafureshia! Sōgen no Heiwa!" (キレイハナとラフレシア！そうげんのへいわ！)                                                             | 7 tháng 3 năm 2002   | 22 tháng 4 năm 2020       |
| 242 | "Magcargot! Thu phục bằng con tim nóng ấm!!" "Magukarugo! Atsui Kokoro de Getto da ze!!" (マグカルゴ！あついこころでゲットだぜ！！)                                                                   | 14 tháng 3 năm 2002  | 23 tháng 4 năm 2020       |
| 243 | "Đại biến thân bằng ma thuật Pokemon!?" "Pokemon Mahō de Daihenshin!?" (ポケモンまほうでだいへんしん！？)                                                                                             | 21 tháng 3 năm 2002  | 24 tháng 4 năm 2020       |
| 244 | "Thunder và Crystal! Bí mật của hồ nước!" "Sandā to Kurisutaru! Mizūmi no Himitsu!" (サンダーとクリスタル！みずうみのひみつ！)                                                                        | 28 tháng 3 năm 2002  | 25 tháng 4 năm 2020       |
| 245 | "Pupurin song sinh VS Purin! Cuộc thi hát Pokemon!" "Futago no Pupurin Tai Purin! Utau Pokemon Konsāto!" (ふたごのププリンVSプリン！うたうポケモンコンサート！)                                       | 11 tháng 4 năm 2002  | 26 tháng 4 năm 2020       |
| 246 | "Sự khai sáng của Yadon! Sự khai sáng của Satoshi!" "Yadon no Satori! Satoshi no Satori!" (ヤドンのさとり！サトシのさとり！)                                                                          | 18 tháng 4 năm 2002  | 27 tháng 4 năm 2020       |
| 247 | "Okido giả!? Quyết đấu làm thơ Pokemon!!" "Nise Ōkido!? Pokemon Senryū Taiketsu!!" (にせオーキド！？ポケモンせんりゅうたいけつ！！)                                                                   | 25 tháng 4 năm 2002  | 28 tháng 4 năm 2020       |
| 248 | "Pi và Pippi và sao chổi!" "Pī to Pippi to Nagareboshi!" (ピィとピッピとながれぼし！) | 2 tháng 5 năm 2002   | 29 tháng 4 năm 2020       |
| 249 | "Nyorozo tiến hóa!" "Nyorozo no Shinka!" (ニョロゾのしんか！) | 9 tháng 5 năm 2002   | 30 tháng 4 năm 2020       |
| 250 | "Công viên thi đấu! VS Kamex – Lizardon – Fushigibana!" "Batoru Pāku! Tai Kamekkusu, Rizādon, Fushigibana!" (バトルパーク！VSカメックス・リザードン・フシギバナ！)                                    | 16 tháng 5 năm 2002  | 1 tháng 5 năm 2020        |
| 251 | "Nyorotono và cổ động viên!" "Nyorotono no Chiarīdeingu!" (ニョロトノのチアリーディング！) | 23 tháng 5 năm 2002  | 2 tháng 5 năm 2020        |
| 252 | "Hang động băng đá!" "Kōri no Dōkutsu!" (こおりのどうくつ！) | 30 tháng 5 năm 2002  | 3 tháng 5 năm 2020        |
| 253 | "Inuki và Miniryu!" "Ibuki to Miniryū!" (イブキとミニリュウ！) | 6 tháng 6 năm 2002   | 4 tháng 5 năm 2020        |
| 254 | "Chiếc răng nanh của rồng và hội quán Fusube!" "Fusube Jimu no Ryū no Kiba!" (フスベジムのりゅうのきば！)                                                                                             | 13 tháng 6 năm 2002  | 5 tháng 5 năm 2020        |
| 255 | "Kairyu! Vẩy rồng bay dựng đứng!" "Kairyū! Gekirin Hatsudō!" (カイリュー！げきりんはつどう！) | 20 tháng 6 năm 2002  | 6 tháng 5 năm 2020        |
| 256 | "Chiếc huy chương cuối cùng của hội quán Fusube!" "Fusube Jimu! Saigo no Bajji!!" (フスベジム！さいごのバッジ！！)                                                                                    | 27 tháng 6 năm 2002  | 7 tháng 5 năm 2020        |
| 257 | "Sohnano!? Những chiếc huy chương và Sonansu!!" "Sōnano!? Jimu Bajji to Sōnansu!!" (ソーナノ！？ジムバッジとソーナンス！！)                                                                           | 4 tháng 7 năm 2002   | 8 tháng 5 năm 2020        |
| 258 | "Trận chiến trong hồ nước tại hội quán Ryugu!" "Ryūgū Jimu! Mizu no Nakade Batoru da ze!" (リュウグウジム！みずのなかでバトルだぜ！)                                                                  | 11 tháng 7 năm 2002  | 9 tháng 5 năm 2020        |
| 259 | "Bài hát của Rapurasu!" "Rapurasu no Uta!" (ラプラスのうた！) | 18 tháng 7 năm 2002  |                           |
| 260 | "Bảo vệ quả trứng! Ra đời trong cơn mưa bão!" "Tamago o Mamore! Arashi no Naka de Umaretai no chi!" (タマゴをまもれ！あらしのなかでうまれたいのち！)                                                  | 25 tháng 7 năm 2002  |                           |
| 261 | "Entei và bạn bè ở suối nước nóng!" "Entei to Onsen no Nakama Tachi!" (エンテイとおんせんのなかまたち！)                                                                                              | 1 tháng 8 năm 2002   |                           |
| 262 | "Yadoking! Dấu hiệu của vương giả!" "Yadokingu! Ōja no Shirushi!" (ヤドキング！おうじゃのしるし！) | 8 tháng 8 năm 2002   |                           |
| 263 | "Nanako và Elekid!" "Nanako to Erekiddo!" (ナナコとエレキッド！) | 15 tháng 8 năm 2002  |                           |
| 264 | "Yogiras cố lên!" "Yōgirasu Ganbaru!" (ヨーギラスがんばる！) | 22 tháng 8 năm 2002  |                           |
| 265 | "Unknown ở xứ thần tiên!" "Fushigi no Kuni no Annōn" (ふしぎのくにのアンノーン) | 29 tháng 8 năm 2002  |                           |
| 266 | "Bangiras và Yogiras!" "Bangirasu to Yōgirasu!" (バンギラスとヨーギラス！) | 5 tháng 9 năm 2002   |                           |
| 267 | "Nyula và ngọn lửa thần!" "Nyūra to Seinaru Honō!" (ニューラとせいなるほのお！) | 12 tháng 9 năm 2002  |                           |
| 268 | "Gặp lại Shigeru tại đại hội bạch ngân!" "Shirogane Rīgu Kaimaku! Shigeru Futatabi!" (シロガネリーグかいまく！シゲルふたたび！)                                                                       | 19 tháng 9 năm 2002  |                           |
| 269 | "Vòng sơ tuyển liên minh! Trận đấu bùng cháy của Magmarashi!!" "Yosen Rīgu! Magumarashi Honō no Batoru!!" (よせんリーグ！マグマラシほのおのバトル！！)                                                | 26 tháng 9 năm 2002  |                           |
| 270 | "Meganium VS Fushigidane! Cuộc đấu trí của hệ cỏ!" "Meganiumu Tai Fushigidane! Kusa Taipu no Iji!" (メガニウムVSフシギダネ！くさタイプのいじ！)                                                       | 3 tháng 10 năm 2002  |                           |
| 271 | "Chung kết liên minh! Trận đấu 6 VS 6!!" "Kesshō Rīgu! Furu Batoru Roku Tai Roku!!" (けっしょうリーグ！フルバトル6VS6！！)                                                                            | 10 tháng 10 năm 2002 |                           |
| 272 | "Quyết đấu đối thủ! Kamex VS Lizardon!!" "Raibaru Taiketsu! Kamekkusu Tai Rizādon!!" (ライバルたいけつ！カメックスVSリザードン！！)                                                                   | 17 tháng 10 năm 2002 |                           |
| 273 | "Gặp lại Bashamo của Hajiki!" "Bashāmo Futatabi! Hazuki to no Tatakai!!" (バシャーモふたたび！ハヅキとのたたかい！！)                                                                                 | 24 tháng 10 năm 2002 |                           |
| 274 | "Trận đấu cuối cùng! Con đường của mỗi người" "Furu Batoru no Hate ni! Sorezore no Michi!!" (フルバトルのはてに！それぞれのみち！！)                                                                  | 31 tháng 10 năm 2002 |                           |
| 275 | "Tạm biệt và khởi hành!" "Sayonara... Soshite, Tabidachi!" (サヨナラ...そして、たびだち！) | 7 tháng 11 năm 2002  |                           |
| 276 | "Chia tay với Pikachu!" "Pikachū to no Wakare...!" (ピカチュウとのわかれ...！) | 14 tháng 11 năm 2002 |                           |

## Phát hành

### Tiếng Nhật

#### VHS
| Chương        | Vol      | Tập   | Ngày phát hành      | Tham khảo |
| ------------- | -------- | ----- | ------------------- | --------- |
| Kanto         | Volume 1 | 1—2   | 18 tháng 7 năm 1998 | [ 2 ]     |
| Kanto         | Volume 2 | 3—4   | 18 tháng 7 năm 1998 | [ 3 ]     |
| Kanto         | Volume 3 | 5—6   | 18 tháng 7 năm 1998 | [ 4 ]     |
| Kanto         | Volume 4 | 7—8   | 22 tháng 8 năm 1998 | [ 5 ]     |
| Kanto         | Volume 5 | 9—10  | 22 tháng 8 năm 1998 | [ 6 ]     |
| Kanto         | Volume 6 | 11—12 | 22 tháng 8 năm 1998 | [ 7 ]     |
|               |          |       |                     |           |
| Orange Island | Vol 1    |       | 29 tháng 3 năm 2000 | [ 8 ]     |

#### DVD
| Chương | Vol      | Tập | Ngày phát hành      | Tham khảo |
| ------ | -------- | --- | ------------------- | --------- |
| Johto  | Volume 1 | 1—4 | 30 tháng 5 năm 2001 | [ 9 ]     |